# Vagn på floden
Vagn på floden er en dansk tv-serie der skildrer en sejltur gennem Europa fra Skagen til Sulina i Donaus delta.
Tv-serien var tilrettelagt af Vagn Olsen og sendt første gang 1998 på DR.
Søren Dahl stod for tv-seriens musik.
Vagn Olsen modtog GEOprisen 2001 på baggrund af sine rejseprogrammer herunder Vagn på floden.